# Joe Foweraker
Joe Foweraker (1946) es un latinoamericanista, autor de diversas obras sobre movimientos sociales del siglo XX.

## Biografía
Nacido en 1946, ha sido profesor en las universidades de Exeter y Oxford. Autor de estudios sobre movimientos sociales, ha publicado trabajos sobre diversos aspectos de la historia contemporánea de Brasil, España, y México. entre otros temas.

## Obra
Entre sus publicaciones se encuentran:
Autor
- The Struggle for Land: A Political Economy of the Pioneer Frontier in Brazil from 1930 to the Present Day (Cambridge University Press, 1981).[4]
- Making Democracy in Spain: Grass-Roots Struggle in the South, 1955-1975 (Cambridge University Press, 1989).[5][nota 1]
- Popular Mobilization in Mexico: The Teachers' Movement 1977–87 (Cambridge University Press, 1993).[6][7][8][9]
- Theorizing Social Movements, Critical Studies on Latin America (Pluto Press, 1995).[10]
- Citizenship Rights and Social Movements: A Comparative and Statistical Analysis (Oxford University Press, 1997), junto a  Todd Landman.[11]
- Governing Latin America (PolityPress and Blackwell Publishers, 2003), junto a Neil F. Harvey y Todd Landman.

Editor
- Popular Movements and Political Change in Mexico (Lynne Rienner Publishers, 1990), junto a Ann L. Craig.[12]